# Lijst van gouverneurs en commissarissen van de Koning in Zeeland
Dit is een lijst van gouverneurs en commissarissen van de Koning van Zeeland. Eerstgenoemde titel werd in 1850 vervangen door de tweede.
| Termijn     | Naam                                                | Leven     | Politieke kleur        | Bijzonderheden         |
| ----------- | --------------------------------------------------- | --------- | ---------------------- | ---------------------- |
| 1814 - 1818 | Jhr. Jacob Hendrik Schorer                          | 1760-1822 |                        |                        |
| 1818 - 1826 | Henri baron van Doorn van Westcapelle               | 1786-1853 | Conservatief           |                        |
| 1826 - 1852 | Ewout baron van Vredenburch                         | 1779-1861 |                        |                        |
| 1852 - 1858 | Jhr. Jacob George Hieronymus van Tets van Goudriaan | 1812-1885 | Liberaal               |                        |
| 1858 - 1860 | Schelto baron van Heemstra                          | 1807-1864 | Conservatief-liberaal  |                        |
| 1860 - 1876 | Rudolph Willem graaf van Lynden                     | 1808-1876 |                        |                        |
| 1876 - 1879 | Jhr. Willem Six                                     | 1829-1908 | Liberaal               |                        |
| 1879-1884   | Jhr. Abraham Pieter Cornelis van Karnebeek          | 1836-1925 | Conservatief-liberaal  |                        |
| 1884-1897   | Jhr. Willem Maurits de Brauw                        | 1838-1898 | Conservatief-liberaal  |                        |
| 1897-1906   | Albert Johan Roest                                  | 1837-1920 | Liberaal               |                        |
| 1906-1921   | Herman Jacob Dijckmeester                           | 1847-1942 | Liberaal               |                        |
| 1921-1940   | Jhr. Johan Willem Quarles van Ufford                | 1882-1951 | Christelijk-historisch |                        |
| 1940-1944   | Petrus Dieleman                                     | 1873-1961 | ARP                    | waarnemend             |
| 1944        | Jhr. Auguste François Charles de Casembroot         | 1906-1965 | Christelijk-historisch | waarnemend             |
| 1944-1948   | Jhr. Johan Willem Quarles van Ufford                | 1882-1951 | Christelijk-historisch |                        |
| 1948-1965   | Jhr. Auguste François Charles de Casembroot         | 1906-1965 | Christelijk-historisch |                        |
| 1965-1974   | Jan van Aartsen                                     | 1909-1992 | ARP                    |                        |
| 1975-1992   | Kees Boertien                                       | 1927-2002 | ARP, CDA               |                        |
| 1992-2007   | Wim van Gelder                                      | 1942-     | CDA                    |                        |
| 2007-2013   | Karla Peijs                                         | 1944-     | CDA                    |                        |
| 2013-2024   | Han Polman                                          | 1963-     | D66                    | [ 1 ]                  |
| 2024-heden  | Hugo de Jonge                                       | 1977-     | CDA                    | waarnemend (2024-2025) |

Drenthe · Flevoland · Friesland · Gelderland · Groningen · Limburg · Noord-Brabant · Noord-Holland · Overijssel · Utrecht · Zeeland · Zuid-Holland